# Карлин (Пинск)
Каролин (бел. Каралін) — район Пинска, ранее — город и порт.
Основан в 1690 году Яном Каролем Дольским. Центром города являлась площадь синагог, где располагались Большая синагога, Конфедератская синагога. В XVIII веке являлся центром хасидизма и духовного наследия великого рабби Аарона Карлинера (1736—1772 гг.). Основатели династии — рабби Аарон и его сын рабби Ошер Карлинские похоронены на местном кладбище.
В Пинске с 2002 года выходит местная газета «Карлин».

## Известные люди
- Ицхак Яаков Рейнес, раввин, родился в Каролине, один из авторов программы поселения в Эрец-Исраэль, один из авторов созыва конференции по учреждению Всемирной сионистской организации (1902).[8].